# 凱利 (北卡羅萊納州)
凱利（英語：Kelly）是位於美國北卡羅萊納州布拉登縣的普查規定居民點。

## 人口
根據2020年美國人口普查的數據，凱利的面積為30.02平方千米，皆為陸地。當地共有人口446人，而人口密度為每平方千米14.86人。